# Ёсида, Хироси
Хироси Ёсида (яп. 吉田博, 19 сентября 1876, Куруме, Фукуока — 5 апреля 1950) — японский художник-график.

## Биография
Родился в городе Куруме в префектуре Фукуока, расположенной на острове Кюсю. Художественные способности мальчика поддерживал приёмный отец, который был преподавателем в государственной школе. В 19 лет Ёсиду отправили в Токио, в мастерскую художника Тамура Сёрю, преподавателя и сторонника западноевропейской живописи. Затем он перешел к Кояме Сотаро, у которого стажировался ещё три года.
В 1899 году прошла первая персональная выставка Ёсиды в США в Детройтском музее искусств. В поисках новых тем и самообразования несколько раз ездил по США, посетив Провиденс, Бостон, Вашингтон, а также совершил путешествие в Западную Европу. В 1920 году художник представил свою первую гравюру известному японскому издателю Сёдзабуро Ватанабэ, который поддерживал движение син-ханга, возродившее традиции укиё-э в сочетании с элементами импрессионизма. Ёсида сотрудничал с издателем примерно три года, после чего прервал сотрудничество, частично из-за Великого землетрясения Канто 1 сентября 1923 года, вызвавшего пожар в доме Ватанабэ.
В 1925 году Ёсида открыл собственную студию и типографию. Постепенно художник отходил от установок и син-ханга, и сосаку-ханга, создав собственное направление в японской гравюре. Темы гравюр Ёсиды не ограничиваются японскими пейзажами, включая такие объекты как Тадж-Махал и национальные парки Пакистана, Афганистана и Сингапура.
Сыновья и невестки Хироси Ёсида тоже стали художниками и создали семейное художественное производство, несмотря на жанровые различия.
Один из его сыновей Тоси Ёсида стал художником анималистом и иллюстратором детских книг.

## Работы

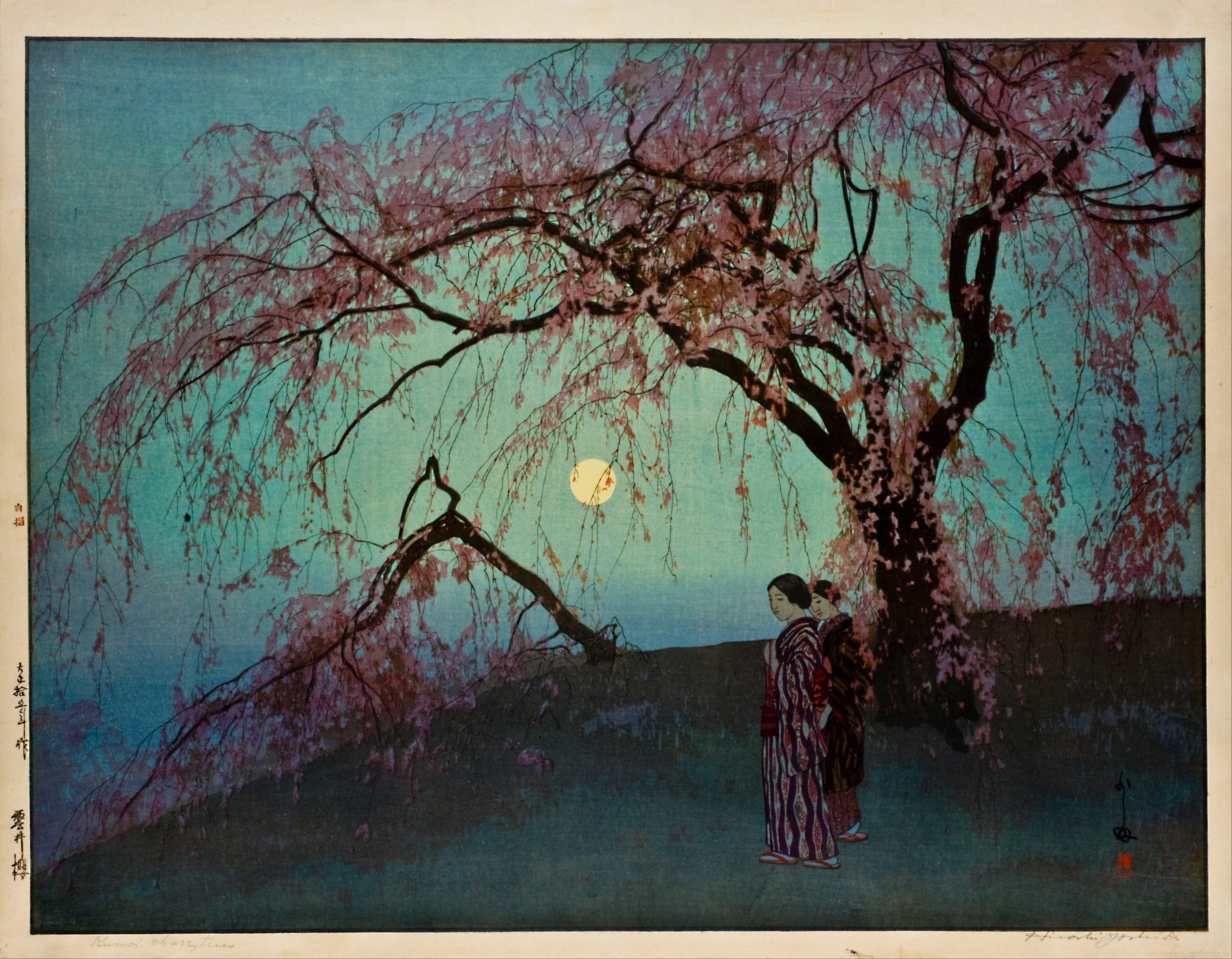
Цветущие сакуры (1920).
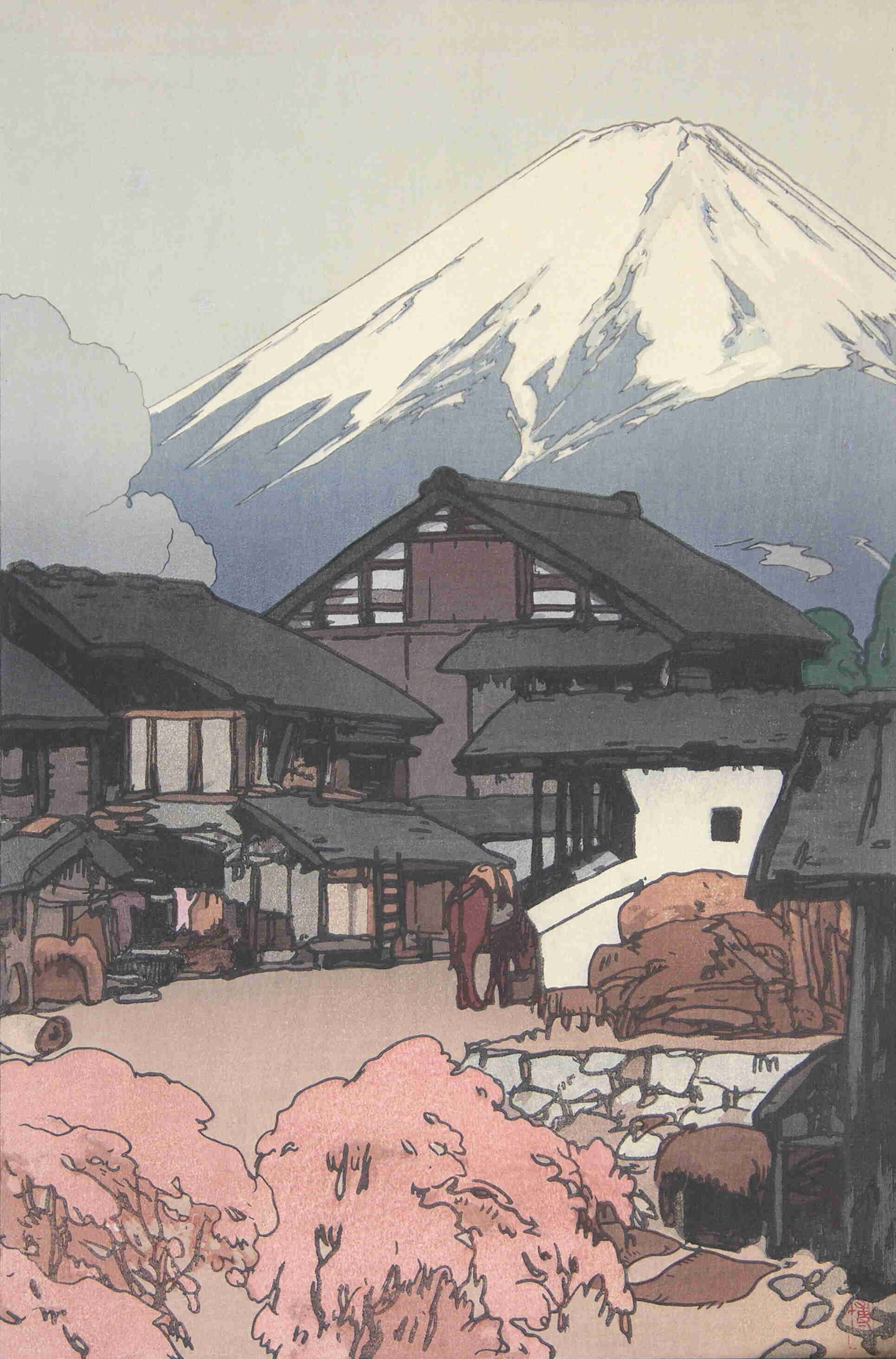
Гора Фудзи (1928).
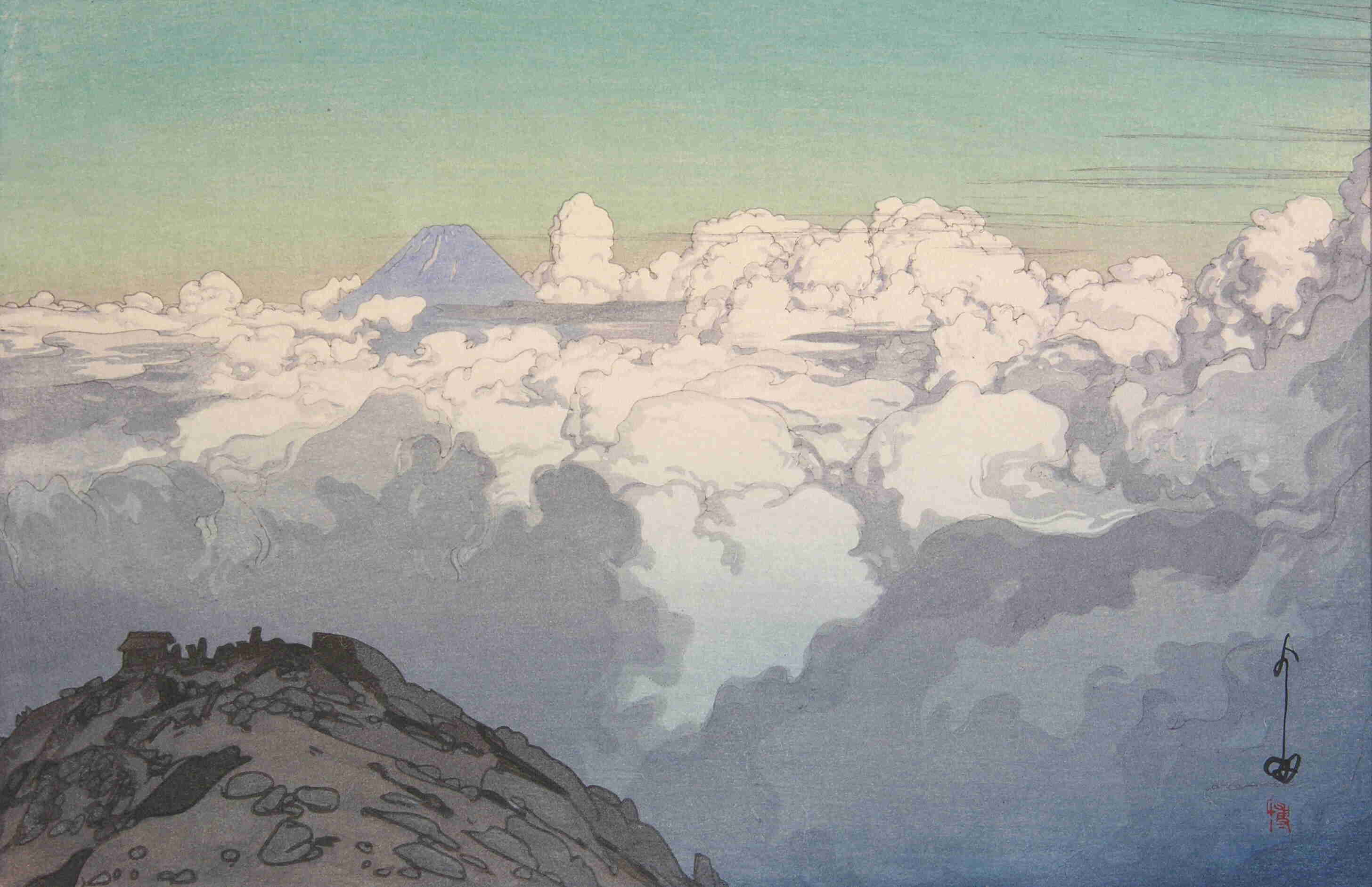
Вид с Комагатаке (1928).
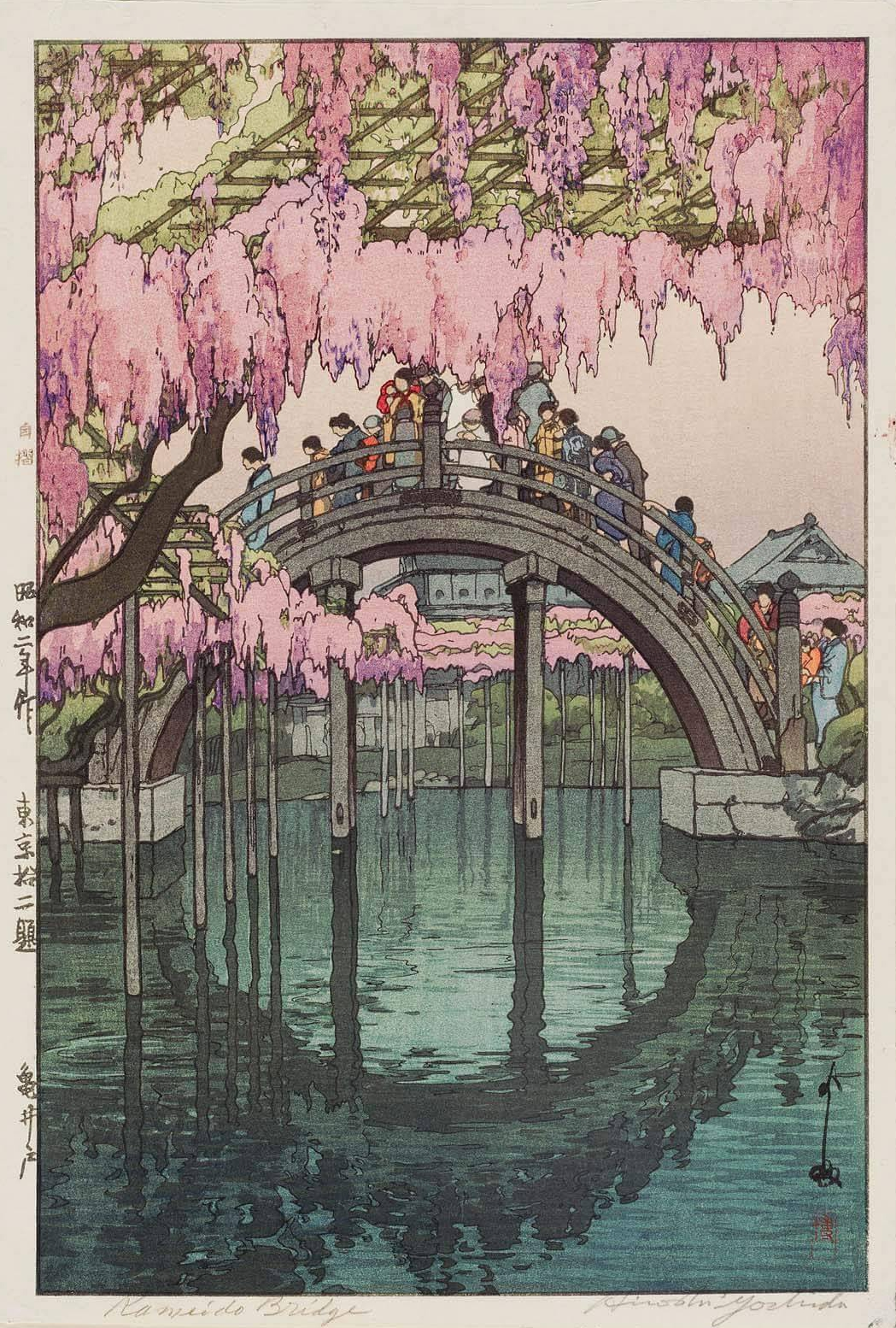
Храм Камэйдо (1927).